# Le Thé au harem d'Archimède
Le Thé au harem d'Archimède és una pel·lícula francesa dirigida per Mehdi Charef, estrenada el 30 d'abril de 1985, basada en la seva novel·la homònima.

## Argument
Aquesta crònica de la vida d'una urbanització HLM als suburbis parisencs a la dècada de 1980 presenta a Madjid, fill d'immigrants i el més gran d'un gran grup familiar. recolzat per la mare, i la seva millor amiga Pat. Després d'un muntatge realista, la pel·lícula passa a la fantasia i torna a la realitat amb diverses escenes molt fortes, gairebé melodramàtiques.

## Títol
El títol prové d'un malentès a classe de física. Balou havia d'escriure a la pissarra "le théorème d'Archimède", el teorema d'Arquimedes sobre la flotabilitat dels cossos pesants a l'aigua. Perdut en el seu món de pensament àrab, va escriure el terme homofònic "le Thé au harem d'Archimède" ("te a l'harem d'Arquimedes") i va rebre una bufetada a la cara del professor per això.

## Repartiment
- Kader Boukhanef : Madjid
- Rémi Martin : Pat
- Laure Duthilleul : Josette
- Nicole Hiss : Solange
- Sandrine Dumas : Anita
- Bourlem Guerdjou : Bibiche

## Producció
La pel·lícula fou rodada en part a les ciutats de Luth a Gennevilliers i a La Courneuve. La banda sonora fou realitzada en part per Karim Kacel el 1984.

## Recepció i premis
Es va projectar a la secció Un Certain Regard al 38è Festival Internacional de Cinema de Canes de 1985, on va rebre el premi de la joventut. La pel·lícula va guanyar el Premi Jean Vigo in 1985 i el premi César a la millor primera pel·lícula.